# Joël Mesot
Joël Mesot (Ginevra, 31 agosto 1964) è un fisico svizzero, nonché presidente del Politecnico federale di Zurigo.

## Biografia
Ottenne un dottorato di ricerca in fisica presso il Politecnico federale di Zurigo con una tesi sui superconduttori ad alta temperatura per poi spendere 2 anni a studiare all'Institut Laue-Langevin.
Mesot è diventato nel 2008 professore di fisica presso il Politecnico federale di Zurigo e la Scuola politecnica federale di Losanna, oltre che direttore dell'Istituto Paul Scherrer di Villigen. 
Il 1º gennaio 2019 è stato eletto presidente del Politecnico federale di Zurigo